# Molophilus ruficollis
Molophilus ruficollis là một loài ruồi trong họ Limoniidae. Chúng phân bố ở miền Australasia.